# イギリス海兵隊艦隊防護グループ

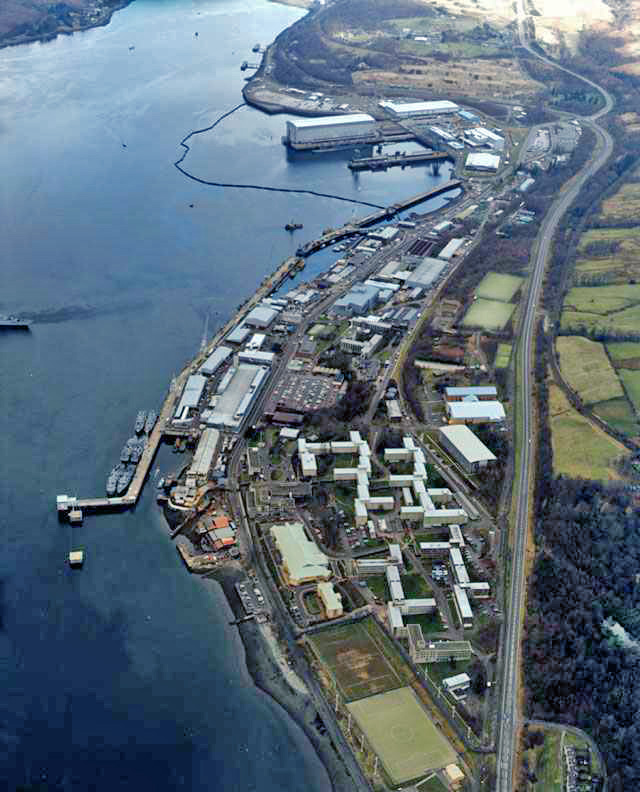
クライド海軍基地における核兵器保安は艦隊防護グループの責任の一部である。

イギリス海兵隊艦隊防護グループ（イギリスかいへいたいかんたいぼうごグループ、Fleet Protection Group Royal Marines）は、イギリス海軍の核兵器防護とそのほかの保安関連任務に責任を負う790名からなるイギリス海兵隊の部隊。前身となる部隊は第43コマンドーとして1943年に編成され、その後、解隊と再編成・改称を繰り返してきた。

## 歴史

### 第2次世界大戦
初期のコマンドー部隊はすべてイギリス陸軍に由来するが、1942年2月、イギリス海兵隊はかれら自身のコマンドー部隊を組織するよう指示され、6000名が志願した。
第43コマンドーは1942年7月、王立海兵隊師団に属する大隊をコマンドー部隊に転換する決定がなされたのを受けて編成された。初期の人員は海兵隊第2大隊から引き入れられており、コマンドー訓練はスコットランドで行われた。この部隊の450名の兵員は、司令部、3名の士官と63名の下士官兵からなる歩兵隊5個に編成され、重火器隊（ヴィッカース重機関銃、ML 3インチ迫撃砲、および、オードナンス QF 6ポンド砲）および通信小隊が伴っていた。
第2コマンドー、第9コマンドーおよび第40海兵隊コマンドーとともに第43コマンドーは第2特殊任務旅団を形成した。1943年から1945年まで第43コマンドーはイタリア、ユーゴスラヴィアおよびギリシャを転戦した。

### ヴィクトリア十字章
トーマス・ペック・ハンター（Thomas Peck Hunter）伍長は第2次大戦中のイタリアにおけるロースト作戦（Operation Roast）での活躍により、ヴィクトリア十字章を追贈された。ハンターは3挺のシュパンダウ機関銃が設置された農家を攻略した。ハンターは、味方部隊が援護をさしのべるまでの間、敵の銃火をひきつけていた。この戦いで指揮官であったイアン・リッチェス中佐も殊勲賞を受章し、のちに1952年から1962年まで海兵隊総司令官をつとめた。

### 再編成
第43コマンドーは1961年から1968年までの間、再編成され、これに次いで、1980年5月1日、イギリス海軍の核兵器を防護し、石油掘削リグや船舶を含む沿岸施設に対する対海上テロリズムするためにイギリス海兵隊コマッチオ中隊（Comacchio Company Royal Marines）として再編成された。
1983年11月、コマッチオ中隊は400名超の人員増強を受けてコマッチオ・グループになった。1987年からは、コマッチオ・グループが対海上テロリズムに果たしていた役割は、新たに編成された特殊舟艇部隊M中隊に移された。
2001年3月、コマッチオ・グループは艦隊防護グループに改名され、現在の組織に改組された。同時にグループはクライド海軍基地に移転した。
2004年、Pライフル中隊がS中隊に改名され、グループは530名に拡大された。2012年、イギリス海兵隊艦隊防護グループの名が公式に第43コマンドーに適用された。

## 任務と組織
2009年時点で艦隊防護グループには550名の兵員を有し、いくつかの下位構成部隊に組織されている。
- 司令部中隊（舟艇部隊含む）
- Oライフル中隊
- Rライフル中隊
- Sライフル中隊
- Pイギリス海軍中隊[13]（P中隊は2010年に編成された。イギリス海軍補助艦隊の艦艇、機雷戦艦艇および国防省所有のフェリーの防護に割り当てられた145名の人員からなり、これにより第45コマンドーは役割を解かれた。）

艦隊防護グループは下記の任務を負っている。
- 艦隊即応ライフル部隊（Fleet Standby Rifle Troop, FSRT） - 艦隊防護グループは世界中のイギリス海軍を支援する任務を実行するいくつものチームを供給している。この任務には、対テロリズム、対麻薬および対海賊活動を含んでいる。全てのチームは専門的訓練と装備を備えており、高度の即応体勢を維持されている。

- 核兵器保安 - 艦隊防護グループは、ファスレーン海軍基地のクールポート王立海軍弾薬庫および輸送中の核兵器への最終的なアクセス拒否に対する軍事的な支援を提供し、国防省警察（英語版）を支援している。

- フォース・プロテクション - イギリス国外で行動するイギリス海軍およびイギリス海軍補助艦隊に対し、艦隊防護グループはフォース・プロテクションを提供する。この任務は、イギリス海軍予備員要員に支援されている。

艦隊防護グループは、イギリス3軍共同の特殊部隊支援グループへの参加を志願する海兵隊員のための選抜プロセスを実施する責任を負っている。